# Грейс Кели
Принцеса Грейс, родена като Грейс Патриша Кели (на английски: Grace Patricia Kelly), е известна американска филмова актриса, която през 1956 г. след брака си с Рение III става принцеса на Монако. Тя е майка на настоящия принц на Монако Албер II.  През 1999 г. Американският филмов институт включва Кели под Номер-13 в класацията на най-големите жени звезди на класическото холивудско кино.

## Биография
Грейс Кели е трето от четирите деца на Джон Кели и Маргарет Кели. Има по-голяма сестра, Пеги, по-малка сестра, Лизан, и брат – Джон-младши.
Грейс се е снимала във филми на Алфред Хичкок и е партнирала на Франк Синатра, Бинг Кросби, Кларк Гейбъл и Гари Купър. През 1954 г. печели наградата на Американската филмова академия „Оскар за най-добра женска роля“ за ролята си във филма „Провинциалистката“.
С любовта на живота си принцът на Монако Рение III се запознава по време на фестивала в Кан през 1955 г. На 19 април 1956 г. Грейс се омъжва за Рение III. Двамата имат 3 деца – 2 дъщери и син. Най-напред се ражда дъщеря им Каролин (1957), после – синът им Албер (1958), а най-малка е дъщеря им Стефани, родена през 1965 г.
Умира на 14 септември 1982 г. вследствие на автомобилна катастрофа от предния ден с кола, която сама шофира (пътува с най-малката си дъщеря Стефани), и претърпени два мозъчни кръвоизлива. За първия кръвоизлив се счита, че се получава преди Грейс да загуби (вследствие на тази мозъчна травма) контрол върху управлението, а за втория – след постъпването ѝ в болницата. Стефани се спасява, но травмите на майка ѝ са несъвместими с живота. Принц Рение III решава животоподдържащите системи да бъдат изключени. Грейс Кели е погребана в катедралата „Свети Николай“ в Монако. През 2005 г. там е погребан и съпругът ѝ Рение III.

## Филмография
| Година | Филм                   | Оригинално заглавие | Роля                            | Режисьор      |
| ------ | ---------------------- | ------------------- | ------------------------------- | ------------- |
| 1951   | Четиринадесет часа     | Fourteen Hours      | мисис Луиза Ан Фулър            | Хенри Хатауей |
| 1952   | Точно по пладне        | High Noon           | Ейми Кейн                       | Фред Зинеман  |
| 1953   | Могамбо                | Mogambo             | Линда Нордли                    | Джон Форд     |
| 1954   | Набери „М“ за убийство | Dial M for Murder   | Марго Уендис                    | Алфред Хичкок |
| 1954   | Прозорец към двора     | Rear Window         | Лиса Карол Фремонт              | Алфред Хичкок |
| 1954   | Мостове в Токо-Ри      | Bridges at Toko-Ri  | Нанси Брубейкър                 | Марк Робсън   |
| 1954   | Провинциалистката      | The Country Girl    | Джорджи Елгин, съпруга на Франк | Джордж Сийтън |
| 1954   | Зелен огън             | Green Fire          | Катрин Ноуланд                  | Андрю Мартън  |
| 1955   | Да хванеш крадец       | To Catch a Thief    | Франсиз Стивънс                 | Алфред Хичкок |
| 1955   | Лебедът                | The Swan            | Принцеса Александра             | Чарлз Видор   |
| 1955   | Висше общество         | High Society        | Трейси Саманта Лорд             | Чарлз Уолтърс |